# Emi Yamamoto
Emi Yamamoto (山本 絵美 Yamamoto Emi?,  9 de marzo de 1982, Miura, Kanagawa, Japón) es una futbolista y entrenadora japonesa que juega como centrocampista.

## Selección nacional
Yamamoto jugó 22 veces y marcó 4 goles para la selección femenina de fútbol de Japón entre 2003 y 2004. Yamamoto fue elegida para integrar la selección nacional de Japón para los Copa Mundial Femenina de Fútbol de 2003 y Juegos Olímpicos de Verano de 2004.
| Selección | País  | Año         |
| --------- | ----- | ----------- |
| Absoluta  | Japón | 2003 - 2004 |

### Estadística de equipo nacional
| Selección femenina de fútbol de Japón | Selección femenina de fútbol de Japón | Selección femenina de fútbol de Japón |
| Año                                   | Partidos                              | Goles                                 |
| ------------------------------------- | ------------------------------------- | ------------------------------------- |
| 2003                                  | 14                                    | 1                                     |
| 2004                                  | 8                                     | 3                                     |
| Total                                 | 22                                    | 4                                     |

Datos

## Clubes
| Club                          | País           | Año         |
| ----------------------------- | -------------- | ----------- |
| Tasaki Perule FC              | Japón          | 2000 - 2008 |
| Chicago Red Eleven            | Estados Unidos | 2008        |
| Laramie County                | Estados Unidos | 2009        |
| Pali Blues                    | Estados Unidos | 2010        |
| Laramie County                | Estados Unidos | 2011        |
| Napoli CF                     | Italia         | 2012 - 2013 |
| Nippatsu Yokohama FC Seagulls | Japón          | 2014 -      |